# Schwinger–Dyson-egyenlet

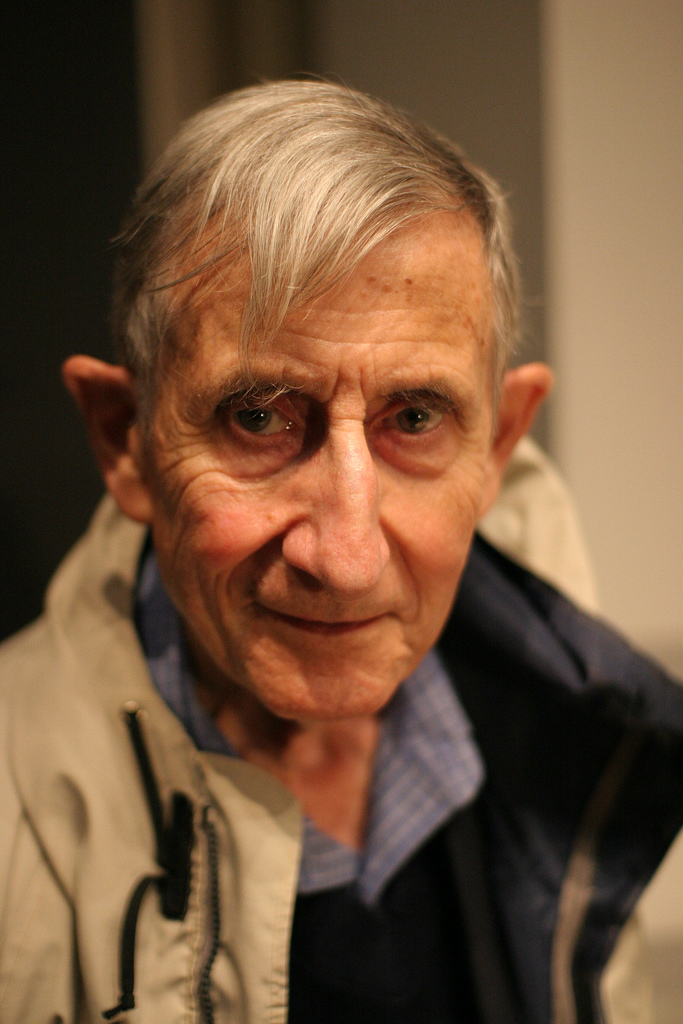
Freeman Dyson 2005-ben

A Schwinger–Dyson-egyenletek általános összefüggések a kvantumtérelméletben (QFT) lévő korrelációs függvények között. Az egyenleteket a kvantumelektrodinamika két meghatározó kutatójáról, Julian Schwingerről és Freeman Dysonról nevezték el. A Schwinger−Dyson-egyenletek a kvantumtérelméletbeli megfelelői a klasszikus elméletben használt Euler–Lagrange-egyenleteknek. Azonban fontos megjegyezni, hogy az Euler−Lagrange-egyenletek "csak" valós parciális differenciálegyenletek, míg az SD-egyenletek operátorértékű eloszlásokra vonatkozó funkcionálegyenletek egy végtelen dimenziós Hilbert-térben.
Dyson "The S-Matrix in Quantum electrodynamics"  (Az S-mátrix a kvantumelektrodinamikában) című tanulmányában  perturbatív kvantumelekrodinamikai megközelítésből indult ki. A levezetésben végtelen sok Feynman-diagram összegzésével származtatott összefüggéseket a különböző a Heisenberg-féle S-mátrixelemek – vagy más néven egy-részecske Green-függvények – között. Schwinger a variációs elvéből kiindulva egy egyenletrendszert állított fel a kvantumtérelméleti Green-függvényekre nem-perturbatív módon,  amelyek a Dyson-egyenleteket  a kvantumtérelméleti Green-függvényekre vett általánosításai, és amit Schwinger–Dyson-egyenleteknek nevezünk. A Schwinger és Dyson által kidolgozott megközelítés a relativisztikus kvantumtérelmélet nem-perturbatív módszerei közé tartozik, és az elméleti fizika számos területén, mint például a szilárdtestfizikában és az elemi részecskefizikában is megtalálhatók az alkalmazásai.
Schwinger egy másik egyenletet is levezetett a kétrészecske irreducibilis Green-függvényekre, amelyre manapság inhomogén Bethe–Salpeter-egyenletként hivatkozunk.

## Levezetés
Legyen adott egy polinomiális korlátos funkcionál {\displaystyle F} a tér konfigurációk felett, majd legyen ennek bármely állapotvektorra (amely a QFT megoldása) {\displaystyle |\psi \rangle }, ekkor érvényes a
{\displaystyle \left\langle \psi \left|{\mathcal {T}}\left\{{\frac {\delta }{\delta \varphi }}F[\varphi ]\right\}\right|\psi \right\rangle =-i\left\langle \psi \left|{\mathcal {T}}\left\{F[\varphi ]{\frac {\delta }{\delta \varphi }}S[\varphi ]\right\}\right|\psi \right\rangle }
összefüggés, ahol {\displaystyle S} a hatásfunkcionál és {\displaystyle {\mathcal {T}}} az időrendezés.
Kifejezés megadható ekvivalens módon sűrűségállapot-formalizmusban. Legyen  adott bármely (érvényes) sűrűségi állapot {\displaystyle \rho }, ekkor a Schwinger–Dyson-egyenlet
{\displaystyle \rho \left({\mathcal {T}}\left\{{\frac {\delta }{\delta \varphi }}F[\varphi ]\right\}\right)=-i\rho \left({\mathcal {T}}\left\{F[\varphi ]{\frac {\delta }{\delta \varphi }}S[\varphi ]\right\}\right).}
Ezen egyenletek végtelen halmaza megadja a relativisztikus kvantumtérelméleti  korrelációs függvények nem perturbatív megoldását.
Érdemes átalakítani az egyenleteket, megmutatva a Feynman-diagrammokal való kapcsolatot, a jobb megértés érdekében. Az {\displaystyle S}-operátor felbontható, mint
{\displaystyle S[\varphi ]={\frac {1}{2}}\varphi ^{i}D_{ij}^{-1}\varphi ^{j}+S_{\text{int}}[\varphi ],}
ahol az első tag a kvadratikus rész, ahol {\displaystyle D^{-1}} egy invertálható szimmetrikus (fermionokra antiszimmetrikus) kovariáns tenzor. A {\displaystyle D}-t csupasz (bare, vagy Feynman) propagátornak nevezzük és {\displaystyle S_{\text{int}}[\varphi ]} fejezi ki az extra kölcsönhatást. A felbontást követően átírhatjuk az SD-egyenleteket a következőképpen:
{\displaystyle \langle \psi |{\mathcal {T}}\{F\varphi ^{j}\}|\psi \rangle =\langle \psi |{\mathcal {T}}\{iF_{,i}D^{ij}-FS_{{\text{int}},i}D^{ij}\}|\psi \rangle .}
Ha az {\displaystyle F} a {\displaystyle \varphi } mező funkcionálja, akkor {\displaystyle F[\varphi ]}definicíó szerint megadható a követkő módon.
{\displaystyle F[\varphi ]={\frac {\partial ^{k_{1}}}{\partial x_{1}^{k_{1}}}}\varphi (x_{1})\cdots {\frac {\partial ^{k_{n}}}{\partial x_{n}^{k_{n}}}}\varphi (x_{n})}
és {\displaystyle G} funkcionálja {\displaystyle J}-nek, akkor
{\displaystyle F\left[-i{\frac {\delta }{\delta J}}\right]G[J]=(-i)^{n}{\frac {\partial ^{k_{1}}}{\partial x_{1}^{k_{1}}}}{\frac {\delta }{\delta J(x_{1})}}\cdots {\frac {\partial ^{k_{n}}}{\partial x_{n}^{k_{n}}}}{\frac {\delta }{\delta J(x_{n})}}G[J].}
Ha létezik a {\displaystyle J} forrásmezőnek egy analitikus (a függvény előállítható egy lokálisan konvergens hatványsorból) {\displaystyle Z} funkcionálja generátor fukncionál), akkor definíció szerint felírható a következő egyenlet
{\displaystyle {\frac {\delta ^{n}Z}{\delta J(x_{1})\cdots \delta J(x_{n})}}[0]=i^{n}Z[0]\langle \varphi (x_{1})\cdots \varphi (x_{n})\rangle ,}
ekkor a funkcionális integrálok tulajdonságaiból felírható a
{\displaystyle {\left\langle {\frac {\delta {\mathcal {S}}}{\delta \varphi (x)}}\left[\varphi \right]+J(x)\right\rangle }_{J}=0}
egyenlet. A generátor funkcionálra vett Schwinger–Dyson-egyenlet pedig a következő lesz
{\displaystyle {\frac {\delta S}{\delta \varphi (x)}}\left[-i{\frac {\delta }{\delta J}}\right]Z[J]+J(x)Z[J]=0.}
Ha ezt az egyenletet Taylor-sorozatba fejtjük a {\displaystyle J=0}-ban, akkor megkapjuk a Schwinger–Dyson-egyenleteket

## Példa:φ4elmélet
Például tegyük fel, hogy a hatás a következő módon néz ki
{\displaystyle S[\varphi ]=\int d^{d}x\left({\frac {1}{2}}\partial ^{\mu }\varphi (x)\partial _{\mu }\varphi (x)-{\frac {1}{2}}m^{2}\varphi (x)^{2}-{\frac {\lambda }{4!}}\varphi (x)^{4}\right)}
ahol φ  egy valós mező. Ekkor a mező szerinti derivált, 
{\displaystyle {\frac {\delta S}{\delta \varphi (x)}}=-\partial _{\mu }\partial ^{\mu }\varphi (x)-m^{2}\varphi (x)-{\frac {\lambda }{3!}}\varphi ^{3}(x).}
A Schwinger–Dyson-egyenlet pedig ehhez a konkrét példához a következő lesz:
{\displaystyle i\partial _{\mu }\partial ^{\mu }{\frac {\delta }{\delta J(x)}}Z[J]+im^{2}{\frac {\delta }{\delta J(x)}}Z[J]-{\frac {i\lambda }{3!}}{\frac {\delta ^{3}}{\delta J(x)^{3}}}Z[J]+J(x)Z[J]=0}
Vegyük figyelembe, hogy mivel a 
{\displaystyle {\frac {\delta ^{3}}{\delta J(x)^{3}}}}
nem pontosan meghatározott, mert
{\displaystyle {\frac {\delta ^{3}}{\delta J(x_{1})\delta J(x_{2})\delta J(x_{3})}}Z[J]}
egy disztribúciója a {\displaystyle x_{1}}, {\displaystyle x_{2}} és {\displaystyle x_{3}}-nak. Ezért az egyenletet regularizálni kell.
Ebben a példában a D csupasz propagátor a  {\displaystyle -\partial ^{\mu }\partial _{\mu }-m^{2}}  Green-függvénye így a Schwinger–Dyson-egyenletek a következők lesznek:
{\displaystyle {\begin{aligned}&\langle \psi \mid {\mathcal {T}}\{\varphi (x_{0})\varphi (x_{1})\}\mid \psi \rangle \\[4pt]={}&iD(x_{0},x_{1})+{\frac {\lambda }{3!}}\int d^{d}x_{2}\,D(x_{0},x_{2})\langle \psi \mid {\mathcal {T}}\{\varphi (x_{1})\varphi (x_{2})\varphi (x_{2})\varphi (x_{2})\}\mid \psi \rangle \end{aligned}}}
és
{\displaystyle {\begin{aligned}&\langle \psi \mid {\mathcal {T}}\{\varphi (x_{0})\varphi (x_{1})\varphi (x_{2})\varphi (x_{3})\}\mid \psi \rangle \\[6pt]={}&iD(x_{0},x_{1})\langle \psi \mid {\mathcal {T}}\{\varphi (x_{2})\varphi (x_{3})\}\mid \psi \rangle +iD(x_{0},x_{2})\langle \psi \mid {\mathcal {T}}\{\varphi (x_{1})\varphi (x_{3})\}\mid \psi \rangle \\[4pt]&{}+iD(x_{0},x_{3})\langle \psi \mid {\mathcal {T}}\{\varphi (x_{1})\varphi (x_{2})\}\mid \psi \rangle \\[4pt]&{}+{\frac {\lambda }{3!}}\int d^{d}x_{4}\,D(x_{0},x_{4})\langle \psi \mid {\mathcal {T}}\{\varphi (x_{1})\varphi (x_{2})\varphi (x_{3})\varphi (x_{4})\varphi (x_{4})\varphi (x_{4})\}\mid \psi \rangle \end{aligned}}}
stb.
(Hacsak nincs spontán szimmetriasértés, a páratlan korrelációs függvények eltűnnek.)

## Fordítás
Ez a szócikk részben vagy egészben  a   Schwinger-Dyson equation című angol Wikipédia-szócikk ezen változatának fordításán alapul.  Az eredeti cikk szerkesztőit annak laptörténete sorolja fel. Ez a jelzés csupán a megfogalmazás eredetét és a szerzői jogokat jelzi, nem szolgál a cikkben szereplő információk forrásmegjelöléseként.